# Apple A5
O Apple A5 é um microprocessador System-on-a-chip produzido pela Apple e com a manufatura terceirizada pela Samsung Electronics para substituir o Apple A4. O chip comercialmente estreou com o tablet iPad 2 e depois com o iPhone 4s, iPod Touch 5, iPad Mini 1 e Apple TV 3, da mesma maneira que o Apple A4 chegou primeiro ao iPad e só depois ao iPhone 4.
O A5 tem uma CPU dual-core ARM Cortex-A9 MPCore e uma GPU dual-core PowerVR SGX543MP2. O pacote A5 contém 512 MB de memória RAM DDR2 de baixo consumo de energia, com clock de 1066 MHz.
A Apple alegava que a CPU era duas vezes mais poderosa, e que a GPU e até nove vezes mais potente que seu antecessor, o Apple A4. Estimava-se que o A5 poderia custar até 75% a mais que seu antecessor, com a diferença de preço diminuindo à medida que aumentasse a sua produção.

## Produtos com o Apple A5
- iPad 2 — Março de 2011
- iPhone 4S — Outubro de 2011
- iPad mini – Outubro de 2012
- iPod Touch 5th generation – Setembro de 2012
- Apple TV 3th generation - 2013